# Porturi în Viena

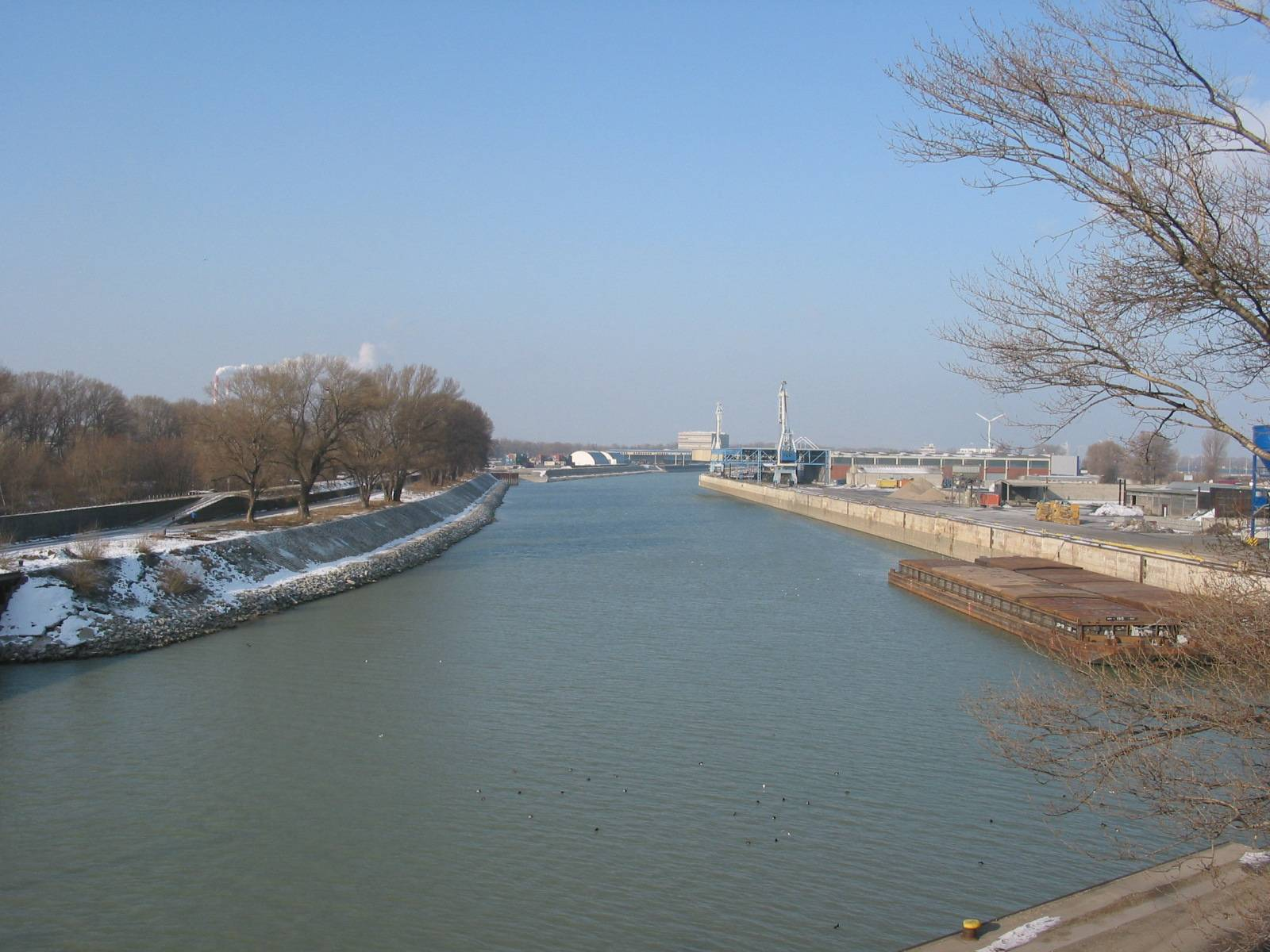
Portul Freudenau

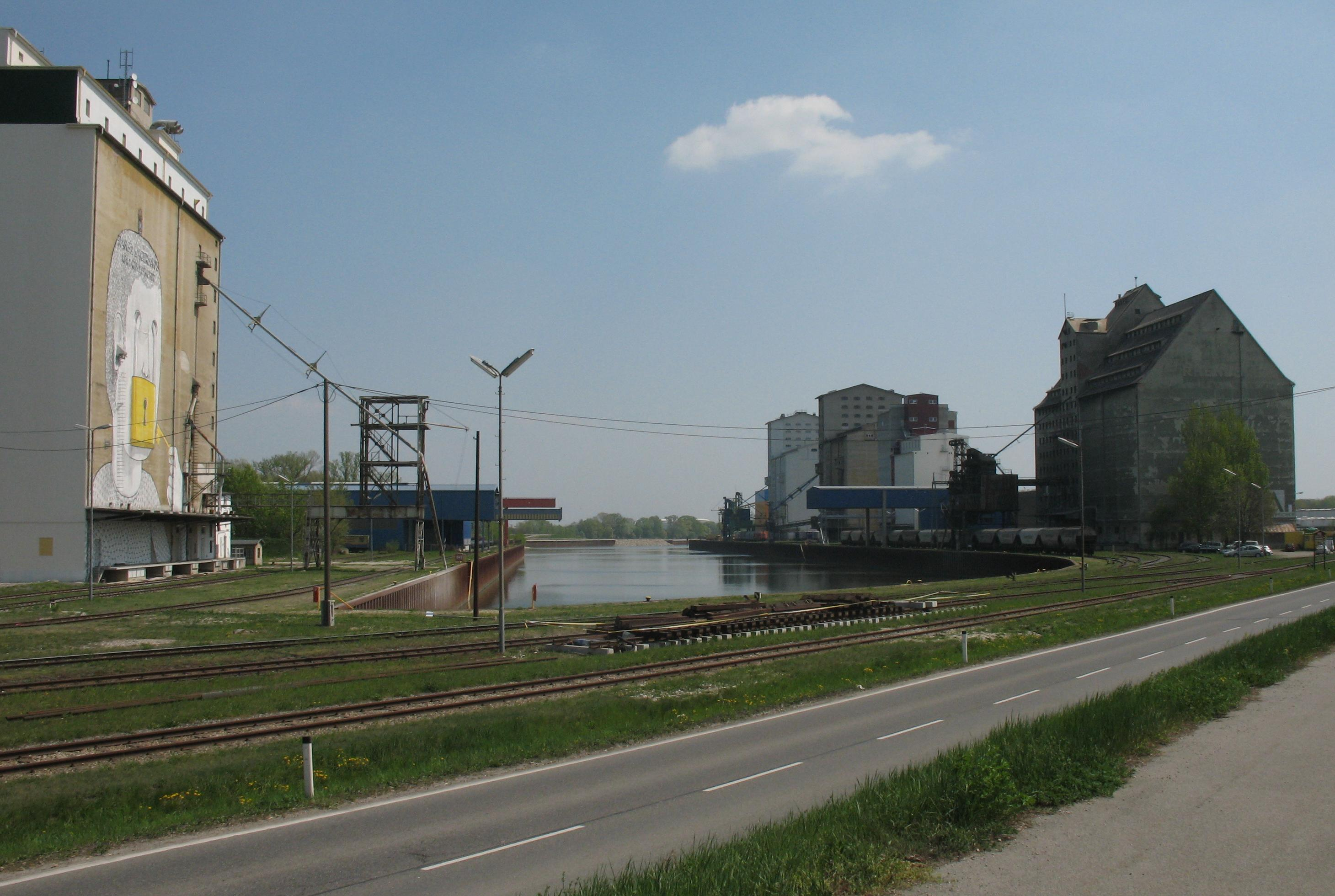
Alberner Hafen

Porturile în Viena au apărut ca o necesitate a comerțului nautic pe Dunăre. Comerțul fiind ușurat și de calea ferată care traversează Viena și are o linie pe malul Dunării. Primele porturi au apărut prin 1875 când s-au consolidat și malurile fluviului, pentru a ușura traficul nautic al vapoarelor cu aburi. La început portul care avea o lungime de ca. 12 km și o lățime de 75 m nu oferea adăpost navelor. Prin anul 1892 a fost construit „Canalul Dunării” în același timp cu linia de tramvai a orașului Viena.

Porturi mai mari:
- Freudenauer Hafen (la km: 1920,1)
- Kuchelauer Hafen (construit în 1903 azi nefolosit)
- Alberner Hafen  (la km: 1920,1)
- Hafen Lobau (la km: 1916,4)